# Catena di Shackleton
La Catena di Shackleton  è una catena montuosa dell'Antartide, che si estende per circa 160 km in direzione est-ovest tra il Ghiacciaio Slessor e il Ghiacciaio Recovery, nella Terra di Coats. La sua vetta più elevata è l'Holmes Summit che raggiunge i 1875 m.
La catena è stata intitolata all'esploratore britannico Ernest Shackleton, capo della Spedizione Endurance (o Spedizione Imperiale Trans-Antartica) del 1914-16.

## Indagini
La Commonwealth Trans-Antarctic Expedition (CTAE), che nel 1956 aveva avvistato la catena montuosa dall'aereo, nel 1957 condusse una campagna di indagini a terra della parte occidentale della catena. La U.S. Navy fece una serie di fotografie aeree della catena nel 1967. Nel 1968–69 e nel 1969–70, la British Antarctic Survey (che aveva la sua base alla Stazione Halley) condusse ulteriori ispezioni sul terreno con il supporto degli aerei cargo C-130 Hercules della U.S. Navy.

## Elementi significativi della catena

### Monti Herbert
- Bernhardi Heights
- Bonney Bowl
- Charlesworth Cliffs
- Charpentier Pyramid
- Geikie Nunatak
- Högbom Outcrops
- Hollingworth Cliffs
- Jamieson Ridge
- Kendall Basin
- Maclaren Monolith
- Monte Absalom
- Ramsay Wedge
- Ghiacciaio Schimper
- Shaler Cliffs
- Sumgin Buttress
- Venetz Peak

### Monti Read

#### Du Toit Nunataks
- Hatch Plain
- Poldervaart Edge
- Spath Crest
- Zittel Cliffs

#### Altri elementi
- Arkell Cirque
- Beche Blade
- Bowen Cirque
- Eskola Cirque
- Flett Crags
- Ghiacciaio Glen
- Goldschmidt Cirque
- Holmes Summit
- Kuno Cirque
- Lapworth Cirque
- Mantell Screes
- Monte Wegener
- Murchison Cirque
- Nicol Crags
- Niggli Nunataks
- Strachey Stump
- Swinnerton Ledge
- The Ark
- Trueman Terraces
- Watts Needle

### La Grange Nunataks
- Butterfly Knoll
- Mathys Bank
- Morris Hills
- Monte Beney
- Monte Etchells
- The Dragons Back
- True Hills
- Wiggans Hills

#### Elementi significativi
- Butterfly Knoll
- Mathys Bank
- Morris Hills
- Monte Beney
- Monte Etchells
- The Dragons Back
- True Hills
- Wiggans Hills

### Altri
- Aronson Corner
- Baines Nunatak
- Bergan Castle
- Ghiacciaio Blaiklock
- Blanchard Hill
- Chevreul Cliffs
- Clarkson Cliffs
- Clayton Ramparts
- Ghiacciaio Cornwall
- Passo Crossover
- Flat Top
- Freshfield Nunatak
- Fuchs Dome
- Genghis Hills
- Ghiacciaio Gordon
- Guyatt Ridge
- Haskard Highlands
- Honnywill Peak
- Jackson Tooth
- Lewis Chain
- Lindqvist Nunatak
- Lister Heights
- Lord Nunatak
- Lundström Knoll
- MacQuarrie Edge
- M'Clintock Bastion
- Meade Nunatak
- Monte Dewar
- Monte Greenfield
- Monte Haslop
- Monte Homard
- Monte Lowe
- Monte Pivot
- Monte Provender
- Monte Sheffield
- Monte Skidmore
- Monte Weston
- Mummery Cliff
- Lago Nostoc
- Otter Highlands
- Petersen Peak
- Scarpata dei Pionieri
- Pointer Nunatak
- Pratts Peak
- Ram Bow Bluff
- Ghiacciaio Recovery
- Sauria Buttress
- Nevaio Shotton
- Ghiacciaio Slessor
- Bastione di Stephenson
- Ghiacciaio Stratton
- Turnpike Bluff
- Warden Pass
- Wedge Ridge
- Whymper Spur
- Williams Ridge